# Ayuntamiento de Las Palmas de Gran Canaria
El Ayuntamiento de Las Palmas de Gran Canaria es el órgano encargado del gobierno y administración del municipio de Las Palmas de Gran Canaria, situado en Canarias, España. Su máximo responsable es el alcalde. En la actualidad, este cargo lo ostenta Carolina Darias, del PSOE.
Desde 1979, sus concejales son escogidos por sufragio universal por los ciudadanos de Las Palmas de Gran Canaria con derecho a voto, en elecciones celebradas cada cuatro años.

## Sede
La casa consistorial de la plaza de Santa Ana es el edificio histórico del Ayuntamiento de Las Palmas de Gran Canaria. Se encuentra en el barrio de Vegueta, justo frente a la catedral de Santa Ana. Aunque en el pasado fue la sede principal del gobierno municipal, en la actualidad se usa para actos institucionales, recepciones oficiales y visitas turísticas, ya que la administración diaria se lleva a cabo en la sede de León y Castillo, 270.
Este edificio, de estilo neoclásico, fue construido entre 1842 y 1855, y es uno de los más emblemáticos de la ciudad. En su interior alberga una importante colección de obras de arte y mobiliario antiguo, además de conservar el salón de plenos original y otras estancias históricas. El edificio fue restaurado y reabierto en 2010, respetando su valor patrimonial. Además, su salón de plenos conserva un importante archivo histórico y elementos artísticos. También está abierto al público en visitas guiadas, todos los domingos de 10:00 a 13:00 horas, permitiendo conocer la historia política y arquitectónica de la ciudad.
El Ayuntamiento de Las Palmas de Gran Canaria tiene su sede principal en la calle León y Castillo, número 270, código postal 35005. Este edificio alberga diversas oficinas municipales, incluyendo las de Atención Ciudadana y Atención Tributaria.
Además de la sede principal, el ayuntamiento cuenta con varias oficinas distribuidas en los diferentes distritos de la ciudad para facilitar la atención al ciudadano:
- Distrito Vegueta, Cono Sur y Tafira: Calle Botas, número 2[5]
- Distrito Centro: Calle Alfonso XIII, número 2[5]
- Distrito Isleta-Puerto-Guanarteme: Calle Pérez Muñoz, sin número (frente a la iglesia de La Luz)[5]
- Distrito Ciudad Alta: Calle Sor Simona, número 44, esquina Paseo Pintor Santiago Santana, número 1 (Edificio del Canódromo)[5]
- Distrito Tamaraceite-San Lorenzo-Tenoya: Calle Capitán General Excmo. Sr. D. José Antonio Gutiérrez Mellado, número 15, izquierda[5]

## Alcaldes

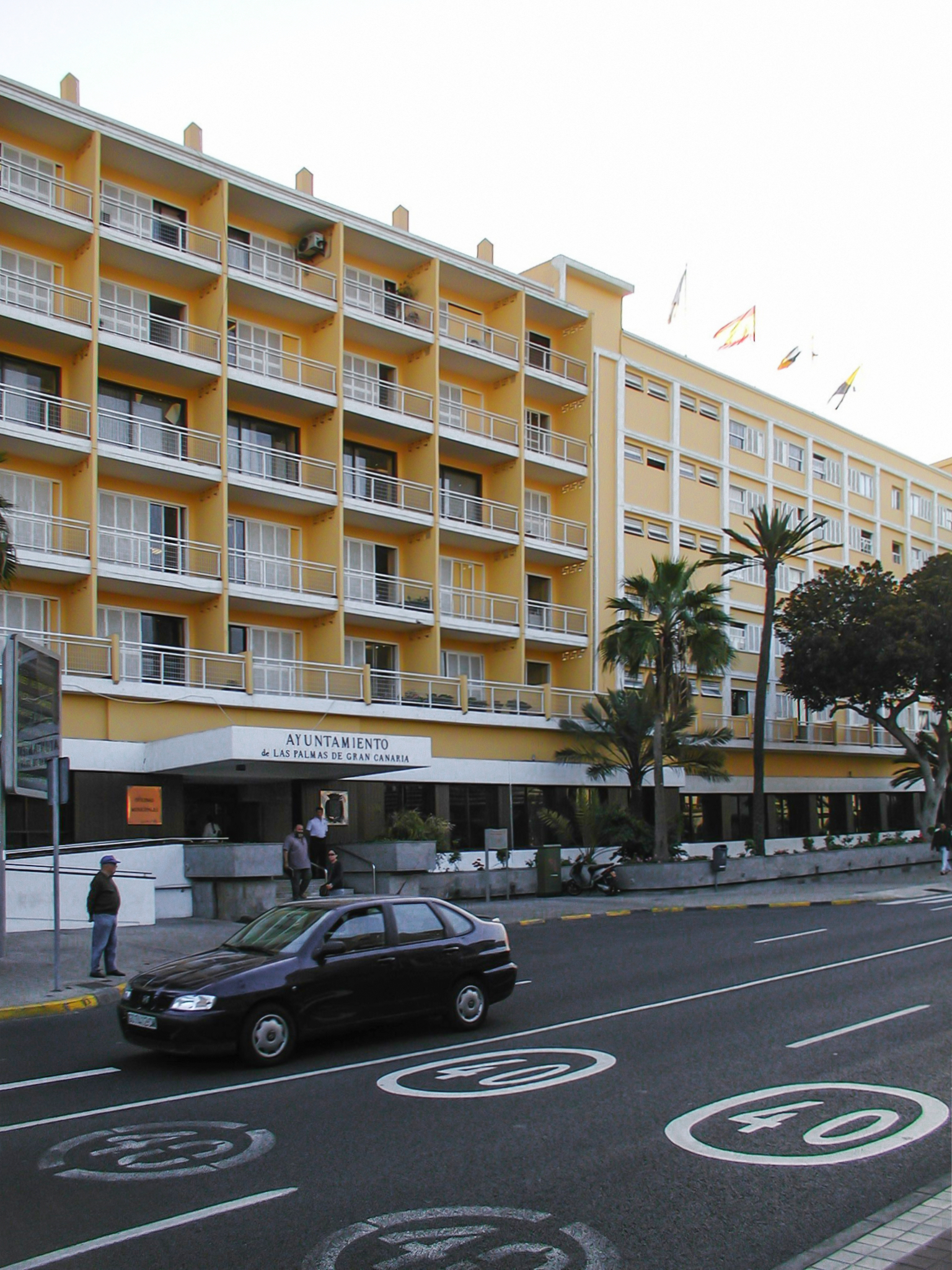
Oficinas municipales de la calle León y Castillo, 270

| Periodo   | Nombre | Partido                                                                                                   |
| --------- | --- | --- |
| 1979-1983 | Manuel Bermejo Pérez (1979-80) Francisco Zumaquero García (1980) Juan Rodríguez Doreste (1980-82) Diego Villegas Betancor (1982-83) | Unión del Pueblo Canario (UPC) Partido Socialista Obrero Español (PSOE) Unión de Centro Democrático (UCD) |
| 1983-1987 | Juan Rodríguez Doreste | Partido Socialista Obrero Español (PSOE)                                                                  |
| 1987-1991 | José Vicente León Fernández (1987-90) Emilio Mayoral Fernández (1990-91)                                                            | Centro Democrático y Social (CDS) Partido Socialista Obrero Español (PSOE)                                |
| 1991-1995 | José Vicente León Fernández (1991-92) José Sintes Marrero (1992-93) Emilio Mayoral Fernández (1993-95)                              | Centro Democrático y Social (CDS) Partido Popular (PP) Partido Socialista Obrero Español (PSOE)           |
| 1995-1999 | José Manuel Soria | Partido Popular (PP)                                                                                      |
| 1999-2003 | José Manuel Soria | Partido Popular (PP)                                                                                      |
| 2003-2007 | Josefa Luzardo | Partido Popular (PP)                                                                                      |
| 2007-2011 | Jerónimo Saavedra | Partido Socialista Obrero Español (PSOE)                                                                  |
| 2011-2015 | Juan José Cardona | Partido Popular (PP)                                                                                      |
| 2015-2019 | Augusto Hidalgo | Partido Socialista Obrero Español (PSOE)                                                                  |
| 2019-2023 | Augusto Hidalgo | Partido Socialista Obrero Español (PSOE)                                                                  |
| 2023-act. | Carolina Darias | Partido Socialista Obrero Español (PSOE)                                                                  |

## Pleno
| Partido político    | Partido político                                                    | 2023   | 2019   | 2015   | 2011   | 2007   | 2003   | 1999   | 1995   | 1991   | 1987   | 1983   | 1979   |
| Partido político    | Partido político                                                    | Ediles | Ediles | Ediles | Ediles | Ediles | Ediles | Ediles | Ediles | Ediles | Ediles | Ediles | Ediles |
|                     | Partido Socialista Obrero Español (PSOE)                            | 12     | 11     | 7      | 9      | 15     | 9      | 5      | 5      | 10     | 9      | 15     | 4      |
|                     | Partido Popular (PP)                                                | 9      | 7      | 10     | 16     | 12     | 15     | 19     | 15     | 7      | 6      | 10     | 0      |
|                     | Vox                                                                 | 4      | —      | —      | —      | —      | —      | —      | —      | —      | —      | —      | —      |
|                     | Nueva Canarias (NC)                                                 | 2      | 3      | 2      | 2      | 0      | —      | —      | —      | —      | —      | —      | —      |
|                     | Podemos-Las Palmas Puede                                            | 1      | 3      | 6      | 2      | —      | —      | —      | —      | —      | —      | —      | —      |
|                     | Coalición Canaria (CC)                                              | 1      | 2      | 2      | 0      | 0      | 5      | 4      | 0      | 5      | 0      | —      | —      |
|                     | Ciudadanos (CS)                                                     | 0      | 3      | 2      | —      | —      | —      | —      | —      | —      | —      | —      |        |
|                     | Compromiso por Gran Canaria (CGCa)                                  | —      | —      | 0      | 2      | 2      | —      | —      | —      | —      | —      | —      | —      |
|                     | Izquierda Unida (IU)-Partido Comunista de España (PCE)              | Pod.   | Pod.   | 0      | 0      | 0      | 0      | 0      | 2      | ICAN   | 5      | 2      | 0      |
|                     | Centro Democrático y Social (CDS)-Unión de Centro Democrático (UCD) | —      | —      | —      | —      | —      | —      | 0      | 0      | 7      | 9      | 0      | 14     |
|                     | Partido de Gran Canaria (PGC)                                       | —      | —      | —      | —      | —      | —      | 1      | 2      | —      | —      | —      | —      |
|                     | Iniciativa Canaria Nacionalista (ICAN)                              | —      | —      | —      | —      | —      | —      | —      | 5      | —      | —      | —      | —      |
|                     | Unión del Pueblo Canario (UPC)                                      | —      | —      | —      | —      | —      | —      | —      | —      | —      | —      | 2      | 9      |
|                     | Asamblea de Vecinos (ADV)                                           | —      | —      | —      | —      | —      | —      | —      | —      | —      | —      | —      | 2      |
| Total de concejales | Total de concejales                                                 | 29     | 29     | 29     | 29     | 29     | 29     | 29     | 29     | 29     | 29     | 29     | 29     |

## Resultados electorales históricos
| Partido político                                                    | 2023        | 2023        | 2023        | 2019        | 2019        | 2019        | 2015   | 2015  | 2015       | 2011   | 2011  | 2011       | 2007   | 2007  | 2007       | 2003   | 2003  | 2003       | 1999   | 1999  | 1999       | 1995   | 1995  | 1995       | 1991   | 1991  | 1991       | 1987   | 1987  | 1987       | 1983   | 1983  | 1983       | 1979   | 1979  | 1979       |
| Partido político                                                    | Votos       | %           | Concejales  | Votos       | %           | Concejales  | Votos  | %     | Concejales | Votos  | %     | Concejales | Votos  | %     | Concejales | Votos  | %     | Concejales | Votos  | %     | Concejales | Votos  | %     | Concejales | Votos  | %     | Concejales | Votos  | %     | Concejales | Votos  | %     | Concejales | Votos  | %     | Concejales |
| Partido Socialista Obrero Español (PSOE)                            | 50 512      | 33,07       | 12          | 48 558      | 31,70       | 11          | 33 211 | 19,75 | 7          | 36 615 | 23,29 | 9          | 70 783 | 41,90 | 15         | 51 374 | 28,21 | 9          | 24 177 | 14,79 | 5          | 31 209 | 18,08 | 5          | 42 179 | 28,84 | 10         | 38 031 | 25,98 | 9          | 55 832 | 43,07 | 15         | 16 738 | 14,16 | 4          |
| Partido Popular (PP)-Alianza Popular (AP)                           | 41 530      | 27,19       | 9           | 34 004      | 22,20       | 7           | 48 335 | 28,74 | 10         | 68 641 | 43,27 | 16         | 61 255 | 36,26 | 12         | 84 204 | 46,24 | 15         | 94 088 | 57,54 | 19         | 83 502 | 48,36 | 15         | 31 815 | 21,76 | 7          | 27 136 | 18,54 | 6          | 40 512 | 31,25 | 10         | 65     | 0,05  | 0          |
| Vox                                                                 | 17 249      | 11,29       | 4           | —           | —           | —           | —      | —     | —          | —      | —     | —          | —      | —     | —          | —      | —     | —          | —      | —     | —          | —      | —     | —          | —      | —     | —          | —      | —     | —          | —      | —     | —          | —      | —     | —          |
| Nueva Canarias (NC)                                                 | 9355        | 6,12        | 2           | 14 554      | 9,50        | 3           | 12 594 | 7,49  | 2          | 9729   | 6,12  | 2          | 7667   | 4,54  | 0          | —      | —     | —          | —      | —     | —          | —      | —     | —          | —      | —     | —          | —      | —     | —          | —      | —     | —          | —      | —     | —          |
| Podemos-Las Palmas Puede                                            | 8190        | 5,36        | 1           | 15 915      | 10,39       | 3           | 27 127 | 16,13 | 6          | 12 955 | 7,70  | 2          | —      | —     | —          | —      | —     | —          | —      | —     | —          | —      | —     | —          | —      | —     | —          | —      | —     | —          | —      | —     | —          | —      | —     | —          |
| Coalición Canaria (CC)                                              | 7940        | 5,19        | 1           | 12 833      | 8,38        | 2           | 9360   | 5,57  | 2          | 7708   | 4,85  | 0          | 4449   | 2,63  | 0          | 26 377 | 14,48 | 5          | 22 710 | 13,89 | 4          | 28 192 | 16,33 | 5          | —      | —     | —          | —      | —     | —          | —      | —     | —          | —      | —     | —          |
| Ciudadanos (CS)                                                     | 643         | 0,42        | 0           | 14 558      | 9,50        | 3           | 12 955 | 7,70  | 2          | —      | —     | —          | —      | —     | —          | —      | —     | —          | —      | —     | —          | —      | —     | —          | —      | —     | —          | —      | —     | —          | —      | —     | —          | —      | —     | —          |
| Izquierda Unida (IU)-Partido Comunista de España (PCE)              | Con Podemos | Con Podemos | Con Podemos | Con Podemos | Con Podemos | Con Podemos | 5889   | 3,49  | 0          | 2963   | 1,87  | 0          | 1053   | 0,62  | 0          | 3025   | 1,66  | 0          | 6605   | 4,04  | 0          | 11 440 | 6,63  | 2          | ICAN   | ICAN  | ICAN       | 20 989 | 14,34 | 5          | 8380   | 6,46  | 2          | 5501   | 4,65  | 0          |
| Compromiso por Gran Canaria (CGCa)                                  | —           | —           | —           | —           | —           | —           | 5365   | 3,19  | 0          | 11 096 | 6,98  | 2          | 4978   | 6,70  | 2          | —      | —     | —          | —      | —     | —          | —      | —     | —          | —      | —     | —          | —      | —     | —          | —      | —     | —          | —      | —     | —          |
| Centro Democrático y Social (CDS)-Unión de Centro Democrático (UCD) | —           | —           | —           | —           | —           | —           | —      | —     | —          | —      | —     | —          | —      | —     | —          | —      | —     | —          | 1 203  | 0,74  | 0          | 723    | 0,42  | 0          | 33 571 | 22,96 | 7          | 36 118 | 24,67 | 9          | 4 530  | 3,49  | 0          | 50 900 | 43,06 | 14         |
| Partido de Gran Canaria (PGC)                                       | —           | —           | —           | —           | —           | —           | —      | —     | —          | —      | —     | —          | —      | —     | —          | —      | —     | —          | 9 607  | 5,88  | 1          | 10 937 | 6,33  | 2          | —      | —     | —          | —      | —     | —          | —      | —     | —          | —      | —     | —          |
| Iniciativa Canaria Nacionalista (ICAN)                              | —           | —           | —           | —           | —           | —           | —      | —     | —          | —      | —     | —          | —      | —     | —          | —      | —     | —          | —      | —     | —          | —      | —     | —          | 24 437 | 16,71 | 5          | —      | —     | —          | —      | —     | —          | —      | —     | —          |
| Unión del Pueblo Canario (UPC)                                      | —           | —           | —           | —           | —           | —           | —      | —     | —          | —      | —     | —          | —      | —     | —          | —      | —     | —          | —      | —     | —          | —      | —     | —          | —      | —     | —          | —      | —     | —          | 9 636  | 7,43  | 2          | 34 775 | 29,42 | 9          |
| Asamblea de Vecinos (ADV)                                           | —           | —           | —           | —           | —           | —           | —      | —     | —          | —      | —     | —          | —      | —     | —          | —      | —     | —          | —      | —     | —          | —      | —     | —          | —      | —     | —          | —      | —     | —          | —      | —     | —          | 6 994  | 5,92  | 2          |

## Evolución de la deuda viva municipal
El concepto de deuda viva contempla sólo las deudas con cajas y bancos relativas a créditos financieros, valores de renta fija y préstamos o créditos transferidos a terceros, excluyéndose, por tanto, la deuda comercial.
| Gráfica de evolución de la deuda viva del Ayuntamiento entre 2008 y 2023                                             |
| |
| Deuda viva del Ayuntamiento de Las Palmas de Gran Canaria, en miles de euros, según datos del Ministerio de Hacienda |